# Kanton Saint-Rome-de-Tarn
Kanton Saint-Rome-de-Tarn (francouzsky Canton de Saint-Rome-de-Tarn) je francouzský kanton v departementu Aveyron v regionu Midi-Pyrénées. Tvoří ho osm obcí.

## Obce kantonu
- Ayssènes
- Broquiès
- Brousse-le-Château
- Les Costes-Gozon
- Lestrade-et-Thouels
- Saint-Rome-de-Tarn
- Saint-Victor-et-Melvieu
- Le Truel